# 한국과수협회
한국과수협회는 과수산업의 건전한 발전을 위하여 회원 상호간의 협력을 기하고 과수에 관한 지식과 기술을 향상시켜 과수업자의 경제적, 사회적 지위향상과 복리증진을 목적으로 1988년 10월 13일 설립된 대한민국 농림수산식품부 소관의 사단법인이다. 사무실은 경기도 수원시 팔달구 수성로92에 있다.

## 주요 사업
- 과수의 재배관리, 기술 및 경영지도
- 개원지도 및 우량 보증묘목 알선
- 과실생산 자재의 합리적 이용방안에 관한 조사 및 연구지도
- 과실의 생산, 유통, 가공, 소비자가격 등의 동향조사 연구
- 과수관련 산업에 대한 정보수집과 홍보
- 과수산업에 대한 국제교류 및 협력에 관한 사항